# Lešje
Lešje (en serbe cyrillique : Лешје) est un village de Serbie situé dans la municipalité de Paraćin, district de Pomoravlje. Au recensement de 2011, il comptait 345 habitants.

## Démographie
| 1948 | 1953 | 1961 | 1971 | 1981 | 1991 | 2002 | 2011 |
| ---- | ---- | ---- | ---- | ---- | ---- | ---- | ---- |
| 594  | 628  | 633  | 583  | 534  | 511  | 422  | 345  |

|  |